# Поколение убийц
«Поколение убийц» (англ. Generation Kill) — американский мини-сериал об Иракской войне, экранизация одноимённого произведения журналиста Rolling Stone Эвана Райта. Съёмки проходили в ЮАР, Намибии и Мозамбике. Премьера фильма состоялась 13 июля 2008 года. В России — 12 мая 2009 года на телеканале «Звезда».

## Сюжет
Фильм повествует о первых днях Иракской войны (вторжение США в Ирак в марте 2003 года). В основе сюжета — вторжение в Ирак глазами бойцов 1-го разведывательного батальона Корпуса морской пехоты США. 1-й экспедиционный корпус морской пехоты вошёл в Ирак со стороны Кувейта и пробирался к Багдаду через центр страны — непосредственно по Междуречью. По ходу вторжения морпехам приходится иметь дело с нехваткой продовольствия и боеприпасов, некомпетентностью командования, отсутствием чёткой стратегии и ясной тактики ведения боя и прочими неприятными ситуациями.
Сериал является телевизионной адаптацией одноимённой книги, которая первоначально вышла в виде трех публикаций в журнале Rolling Stone и основана на реальной истории репортёра журнала, прикомандированного к 1-му разведывательному батальону 1-й дивизии морской пехоты (англ. The 1st Recon Marines). В пути он делал заметки, которые и послужили исходным материалом для книги. Книга вызвала большой общественный резонанс, и в июле 2008 года на канале HBO вышел одноимённый семисерийный мини-сериал, продолжительностю по 65—70 минут серия. Сценаристами и продюсерами сериала выступили Дэвид Саймон и Эд Бернс, создатели криминального сериала «Прослушка».

## В ролях
- Александр Скарсгард — сержант Брэд «Айсман» Колберт
- Джеймс Рэнсон — капрал Джош Рэй Персон
- Ли Тергесен — репортер Эван Райт
- Старк Сэндс — 1-й лейтенант Натаниэль Фик
- Билли Лаш — младший капрал Гарольд Джеймс Тромбли
- Эрик Неннингер — капитан Дэйв «Капитан Америка» Макгроу
- Келлан Латс — капрал Джейсон Лилли
- Джон Уэртас — сержант Антонио Эспера
- Руди Рейес — сержант Руди Рейес

## Эпизоды
| # | Название                                                    | Режиссёр             | Дата            |
| --- | ----------------------------------------------------------- | -------------------- | --------------- |
| 1 | «Контакт» (англ. «Get Some»)                                | Сузанна Уайт         | 13 июля 2008    |
| Морские пехотинцы готовятся к вторжению в Ирак, ожидают свои заказы из военного лагеря Матильда, находящегося в Кувейте, и узнают, что с ними будет находиться репортёр журнала Rolling Stone — Эван Райт.                                                                                                 |                                                             |                      |                 |
| 2 | «Колыбель цивилизации» (англ. «The Cradle of Civilization») | Сузанна Уайт         | 20 июля 2008    |
| Вторжение в Ирак в полном разгаре. Морские пехотинцы приспосабливаются к постоянно меняющимся планам нападения и надеются на первый контакт с противником в Насирии и Аль-Гарафе. Участвуют в первом настоящем бою с противником.                                                                          |                                                             |                      |                 |
| 3 | «Салага» (англ. «Screwby»)                                  | Сузанна Уайт         | 27 июля 2008    |
| Команда «Браво» ждёт следующих приказов, пережив первое испытание огнём. Капитан «Браво» просит поддержку артиллерии по невидимым гранатометчикам. Лейтенант Фик пытается взять под свой контроль опасную ситуацию. Подполковник Феррэндо отдаёт новый, более срочный, приказ.                             |                                                             |                      |                 |
| 4 | «Боевая вздрочка» (англ. «Combat Jack»)                     | Саймон Селлан Джоунс | 3 августа 2008  |
| Ругань по поводу оставленного грузовика отнимает время, но вскоре команда «Браво» опять в движении: двигаются на север и на выезде из Аль Хая создают контрольно-пропускной пункт. Тем временем команде «Альфа» приказали найти тело морского пехотинца в Аль Шатре, но их миссия отсрочена операцией ЦРУ. |                                                             |                      |                 |
| 5 | «Горящий пёс» (англ. «A Burning Dog»)                       | Саймон Селлан Джоунс | 10 августа 2008 |
| «Браво» встречает жёсткое сопротивление, пытаясь пересечь стратегически важный мост, на котором оказалась засада. Обзор боя предлагает больше вопросов, чем ответов о противнике. |                                                             |                      |                 |
| 6 | «Будь начеку» (англ. «Stay Frosty»)                         | Саймон Селлан Джоунс | 17 августа 2008 |
| После того как морским пехотинцам приказывают сопровождать сотни гражданских, бегущих из Багдада, пехотинцы начинают думать, что их участие в войне, возможно, подходит к концу. Но подполковник Феррэндо имеет план, как вернуть своих бойцов обратно в сражение.                                         |                                                             |                      |                 |
| 7 | «Бомба в саду» (англ. «Bomb in the Garden»)                 | Сузанна Уайт         | 24 августа 2008 |
| Дойдя до Багдада, команда «Браво» шокирована размером города, они начинают ежедневное патрулирование столицы Ирака. Пехотинцы узнают, что препятствий между ними и иракцами значительно больше, чем они могли бы когда-нибудь подумать.                                                                    |                                                             |                      |                 |